# Валломброзіани
Валломброзіани — римо-католицький релігійний орден, що належить до родини бенедиктинців, який отримав свою назву від монастиря Валломброза (лат. Vallis umbrosa, «тіньова долина»), що розташований за 30 км від Флоренції, на північно-західному схилі Монте-Сехєта в гірському хребті Пратомагно.

## Історія
Засновник ордену, флорентієць Джованні Гуальберто , народився 985 року (або 995), і помер у Пассіньяно 12 липня 1073 року (його свято до сьогодні відзначається цього дня), канонізований в 1193 році. Через вбивство його родича на ньому лежав обв'язок кровної помсти. Він зустрівся з убивцею у вузькому провулку, і хотів убити його, але коли чоловік кинувся на землю з витягнутими руками у вигляді хреста, той пробачив йому через любов до Христа. Дорогою додому він зайшов до бенедиктинської церкви в Сан-Мініато щоби помолитися, і фігура на розп'ятті схилила голову на знак визнання його щедрості. Ця історія є предметом картини Берн-Джонса «Милосердний лицар», і була адаптована Шортхаусом в «Джоні Інглесанті».
Гуалберт став бенедиктинцем в Сан-Мініато, проте залишив монастир, щоби вести досконаліше життя. Його приваблювало більше чернече, ніж відлюдницьке життя, тому після перебування протягом деякого часу разом з ченцями на Камалдолі, він оселився у Валломброза, де і заснував свій монастир, приблизно у 1038 році. Тут він і його товариші жили перші кілька років як відлюдники, але це відкидається Мартеном як таке, що не узгоджується з причиною відходу від Камальдолі.
Хронологія перших днів валломброзіан взагалі викликає багато суперечок. Дати прибуття засновника коливаються між 1004 і 1039 роками, і останні письменники валломброзіан визначають час його прибуття у Валломброзу ще в 1008 році. Проте більш близькою до істини є думка, що прибуття відбулося трохи пізніше — судячи з дати освячення землі церкви єпископом Падерборна Ротто в 1038 році, і пожертвуванням Іттою, настоятелькою сусіднього монастиря Сант-Еллеро на місце нового заснування в 1039 році. Ігуменя зберегла привілей номінації настоятеля, але це право ченцям було надано папою Віктором II, який підтвердив орден у 1056 році. Два століття потому, в часи Олександра IV, той монастир був об'єднаний із монастирем Валломброза, незважаючи на протести монахинь.

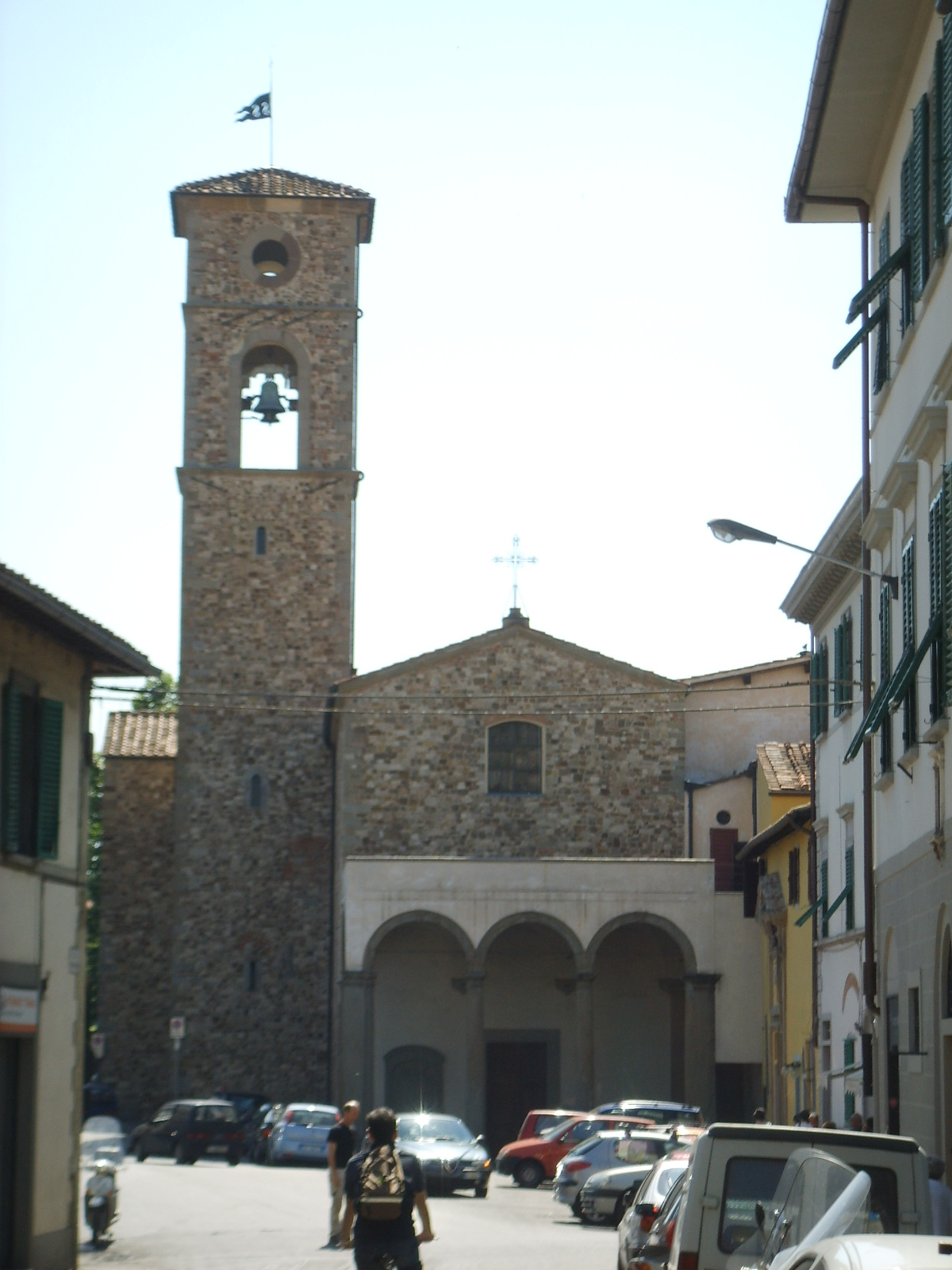
Сан-Сальві (Флоренція)

Святе життя перших ченців у Валломброза привернуло велику увагу і привело багато охочих до нової організації, проте багато з них стали лише послушниками, так як мало хто міг витримати надзвичайну строгість правил. Тому тільки один монастир був заснований в цей період — Сан-Сальві у Флоренції. Коли засновник пом'якшив деякою мірою устав, то були засновані ще три монастирі, а три інших реформувалися і об'єдналися з орденом за його життя. Ранні валломброзіани відігравали значну роль у боротьбі пап проти симонії, найяскравішим зразком якої може слугувати ордалія випробуванням вогнем (успішна) проти Святого Петра Ігнеуса в 1068 році. Незадовго до цього монастир Сан-Сальві був спалений і ченці зазнали жорстокого поводженню з боку анти-реформістської партії. Ці події ще більше збільшили репутацію ордену.

### Розвиток
Після смерті засновника орден продовжував швидко поширюватися . Папська булла Урбана II в 1090 році, яка взяла Валломбрзу під опіку Святого Престолу, включаючи п'ятнадцять монастирів без материнського. Більше дванадцяти згадуються в буллі Пасхалія II в 1115 році, і ще двадцять чотири у Анастасія IV (1153) і Адріана IV (1156). За Іннокентія III їх було поза шістдесят. Всі вони були розташовані в Італії, за винятком двох монастирів в Сардинії (нині частина Італії).
Близько 1087 року Андрій з Валломбрози (пом. 1112) заснував Корнільський монастир в єпархії Орлеану, а в 1093 році абатство Шезаль-Бенуа, яке пізніше стало центром значної бенедиктинської громади. Деякі письменники наводять легенду про велику конгрегацію валломброзіан у Франції у абатстві поблизу Парижа, заснований св. королем Людовиком — яка не має під собою жодних підстав.
Конгрегація була реформована в середині XV століття Коргегацією бенедиктинців, і пізніше (вдруге) Джіованні Леонарді на початку XVII століття.
У 1485 році, деякі монастирі на чолі з Сан Сальва, що формували окрему громаду, були з'єднані в курії Іннокентія VIII. На початку шістнадцятого століття була зроблена спроба абатом Міланезі заснувати будинок досліджень від університету Валломброза, але в 1527 році монастир був спалений військами імператора Карла V. Він був відновлений абатом Ніколіні в 1637 році, і обсерваторія була створена в 1634 році.
У 1662—1680 роках орден була об'єднаний з сільвестринцями.
У 1808 році війська Наполеона I розграбували Валломброзу, і монастир спорожнів до 1815 року, і в результаті був придушений урядом Італії в 1866 році. Кілька ченців все ще залишилося, щоб піклуватися про церкву та метеорологічні станції, але будівлі абатства стали школою лісового господарства, яка була заснована в 1870 році на німецькій моделі, єдина у своєму роді в Італії. Також Валломброза стала рекреаційним місцем відпочинку.
Зниження чисельності ордену було спричиненим тяжкою долею материнського монастиря та постійних воєн, які спустошили Італію. Практично всі збережені монастирі були пригнічені протягом вісімнадцятого і дев'ятнадцятого століть. Зараз діючими монастирями ордену, крім материнського є: Пассіньяно, де похований Іван Гуальберт; Санта Трініта у Флоренції, де проживає настоятель; Санта Прасседе в Римі, та святилище Монтенеро біля Ліворно.
Зараз генеральним настоятелем є преподобний Джузеппе Кссета, OSB. Отець П'єрдаміно Споторно є архіваріусом і бібліотекарем Конгрегації. Професор Франческо Сальвестріні з Флорентійського університету в наш час[коли?] є головним членом Конгрегації

## Устав і функціонування
Св. Іван прийняв Устав Св. Бенедикта, але додав значний внесок у строгості і покаянному характері. Його ідея полягає в об'єднанні аскетичної переваги відлюдницького життя із життям в суспільстві, уникаючи при цьому небезпеки першого.
Важкі бичування є карою за будь-яке порушення правил, тиша є постійною в монастирях, а бідність дотримується найбільшою мірою. Верховенство уставу є настільки строгим, що ченці не можуть вийти з монастиря навіть у справах милосердя.
Суть розбіжностей полягала у забороні ручної роботи, які і наказав св. Бенедикт. Ченці Св. Іоанна повинні були бути чистими споглядальниками і з цією метою він увів систему конверзів, які повинні були бути присутніми на світських подіях. Він був одним з перших, хто систематизував цей інститут, і існує ймовірність того, що саме він в значній мірі популяризував орден.
Валломброзіани не є, щиро кажучи, окремим орденом, а бенедиктинською конгрегацією, хоч вони не об'єднані в конфедерацію згромаджень Чорних ченців. Найстаріших збережених рукопис валломброзіан показує їх тісний зв'язок з Клюні. Валломброзіан слід розглядати лише як бенедиктинців, які дотримувалися звичаю споглядання, в той час як бенедиктинці поширювалися по всій Європі. «Жах симонії був особливим зв'язком між ними і Клюні, і тільки особливі обставини змусили їх пізніше розглядатися як своєрідний інститут у бенедиктинському ордені» (Альберс, op. cit. infra).
Ряса у ордену початково була сірою, потім — рудою, а в наш час[коли?] — чорною.
Настоятелі спочатку обиралися ченцями, тепер — на загальних зборах, який проводяться кожні чотири роки. Абат Валломбрози, настоятель усього ордену, раніше отримував місце в Сенаті Флоренції і додатковий титул графа Монте-Верде і Гуальдо.
Щит ордену містить руку засновника в темно-жовтий рукаві, що тримає золотий посох на блакитному тлі.
Послуги, які надаються орденом, були в основному в області аскетизму. Крім святих валломброзіан можна відзначити святу Веридіану, відлюдницю (1208—1242); Джованні Даль Целле (свято 10 березня); конверз Меліора (1 серпня). До середини сімнадцятого століття з ордену вийшли дванадцять кардиналів, і більше 30 єпископів. Ф. Е. Нагфорд (1696—1771, брат художника Ігнасіо Хагфорда), є добре відомий як один з головних пропагандистів мистецтва скальол (імітація мармуру в гіпсі). Генеральний абат Тамбуріні добре відомий своїми роботами з канонічного права. Галілей був на деякий час новиком в Валломброзі, і отримав там часткову освіту.

## Черниці
Незабаром після смерті засновника до монастиря Валломбрози приєдналися сестри, які, через перевищення віку конверзів, жили в окремому будинку і виконував різні обов'язки по дому. Цей інститут проіснував менше століття, але коли вони перестали бути приєднаними до монастиря, ці сестри, ймовірно, продовжували керувати монастирського життя. Блаженна Берта д'Альберті (пом. 1163) приєдналася до ордену у Флоренції і реформувала монастир у Каврилья в 1153 році.
Св. Уміліта зазвичай розглядається як засновниця валломброзіанських черниць. Вона народилася в Фензі близько 1226 року, була одруженою, але за згодою чоловіка, який став ченцем, вступила до монастиря з каноніками і згодом стала відлюдницею в келії у церкві валломброзіан у Фаенца, де вона жила протягом дванадцяти років. На прохання генерального настоятеля вона потім заснувала монастир поза Фаенца і стала його настоятелькою. У 1282 році вона заснувала другий монастир у Флоренції, де і померла в 1310 році. Вона залишила ряд містичних творів.
У 1524 році черниці отримали абатство Сан-Сальві, Флоренція. Є ще жіночі монастирі в Фаенца і Сан-Джиміньяно, крім двох у Флоренції. Мощей св. Уміліти та її учениці, блаж. Маргарити шануються в монастирі Санто Спіріто у Варлунго. Одяг у черниць такий же, як і у цілого ордену

## Святі ордену
- Іван Гуальберт
- Бернардо делі Уберті
- Петер Ігнеус
- св. Вірідана
- св. Уміліта